# Tuga (informatica)
Tuga fu una distribuzione GNU/Linux italiana realizzata partendo da QiLinux per sistemi desktop.
Sponsorizzata e mantenuta dalla società QiNet di Torino, viene venduta presso il sito ufficiale della distribuzione.

## Caratteristiche
Basata su tecnologia QiLinux 2, è integrata con tutti i migliori software GNU nel mondo a disposizione alla data del rilascio. Si installa facilmente su qualsiasi computer desktop o portatile, e fornisce subito programmi per tutte le esigenze. È un sistema operativo orientato all'ufficio come alla casa, multimediale, semplice, leggero e sempre aggiornato.

## Installazione
Tuga, rispetto a QiLinux, ha un'installazione totalmente grafica, suddivisa nelle due modalità (standard e personalizzata), tradotta in cinque lingue:
- Italiano
- Inglese
- Tedesco
- Francese
- Spagnolo

## Software addizionali
In Tuga per dare supporto all'utente sono presenti i seguenti tools:
- TATool, Tuga Assistant Tool: per fornire aiuto all'utente meno esperto che vuole avvicinarsi a GNU/Linux permettendogli di lavorare senza necessariamente dover conoscere la nomenclatura di tutti i programmi software disponibili
- QIST-NETCONF, Network Configurator: un programma totalmente grafico, che permette in maniera molto semplice e agevolata di configurare la rete
- QIST-ADSL: un'interfaccia grafica, che permette in maniera molto semplice e agevolata di configurare la connessione ADSL per accedere ad Internet

Tuga include un proprio tema grafico, ambiente desktop KDE, aggiornamenti prioritari di risoluzione problemi (bug fixing, security fix), la possibilità di avere un supporto via web, aprendo dei ticket, direttamente dagli sviluppatori del prodotto, un forum in italiano o inglese, un wiki in italiano o inglese per condividere le esperienze, oltre 3000 programmi gratuiti e liberamente scaricabili ed installabili.

## Storico delle versioni
| Versione | Nome in codice | Data di rilascio |
| -------- | -------------- | ---------------- |
| 2.0      |                | 1º agosto 2006   |